# Le Fruit du péché (film)

Le Fruit du péché (Беззако́ние, Bezzakonie) est un court-métrage soviétique en langue russe de Constantin Youdine d'après la nouvelle du même nom de Tchekhov tourné dans les studios de Mosfilm en 1953. La première est donnée le 11 décembre 1953.

## Synopsis
L'assesseur de collège Migouïev rentre chez lui lorsqu'il rencontre Aglaë (Agnia) son ancienne bonne qui l'attendait et avec qui il a eu une courte liaison. Aglaë lui intime de mettre cinq mille roubles sur son compte à la banque sinon elle ira déposer leur bébé chez lui et tout raconter à sa femme.
Sous le porche près de la porte, Migouïev découvre vraiment un bébé. Saisissant «l'enfant illégitime», il déambule dans la ville la nuit, essayant sans succès de laisser le « fruit du péché » à ses voisins et, en cours de route, raisonnant sur le sort des enfants. À la fin, des sentiments paternels se réveillent en lui, et Migouïev va vers sa femme pour tout lui confesser. 

## Distribution
- Mikhaïl Yanchine —  Migouïev, assesseur de collège
- Lidia Soukharevskaïa —  Anna Philippovna, épouse de

Migouïev
- Tamara Nossova — Agnia la femme de chambre
- Vsevolod Sanaïev — le concierge Yermolaï
- Olga Arosseva — la blanchisseuse Axinia
- Gueorgui Gueorguy — le voisin de Migouïev (non crédité)
- Leonid Pirogov — le télégraphiste à la guitare (non crédité)
- Piotr Repnine — un joueur de cartes (non crédité)
- Sergueï Koulaguine — un joueur de cartes (non crédité)

## Fiche technique
- Scénario et réalisation : Constantin Youdine
- Assistant réalisateur : Vladimir Guerassimov
- Cameraman: Igor Helein
- Musique : Antonio Spadavecchia
- Ingénieur du son : Sergueï Minervine
- Couleur
- 404 m